# Dianiker

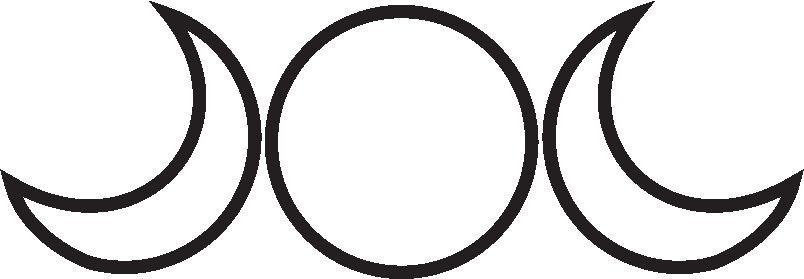
Månfaserna (Dianisk gudinnesymbol)

Dianiker är individer som dyrkar den stora Gudinnan. 

## Historik
I början av 1900-talet började arkeologer och akademiker skriva om det de kallade ”den ursprungliga modergudinnan”. Forskningen talade om att det funnits starka Gudinnor, som varit mycket betydelsefulla, inom de flesta av världens kulturer och religioner. Engelskan Margaret Murray skrev två böcker där hon påstod att den medeltida häxkulten egentligen var en kvarleva från dessa förkristna Gudinnereligioner. De flesta experter förkastade dock hennes arbete, med att försöka visa spåren av en obruten tradition. Inom dagens moderna häxkult, finns det dock de som accepterar hennes teorier. 
På 1950-talet påstod sig engelsmannen Gerald Gardner ha initierats in i ett häxcoven bestående av engelska häxor i New Forest, England. Han skapade sedan sin egen tradition utifrån detta. De vi idag kallar Gardnerianer dyrkade Gudinnan av Jorden-månen-havet och den Behornade-jakt-solguden. I Gardnerianska coven kunde då kvinnor för första gången i modern tid bli översteprästinnor, men tyvärr levde mycket av den gamla sexismen kvar. 
På 1960-talet uppstod den feministiska rörelse där det patriarkaliska definierades som en förtryckande kraft, och på 1970-talet började kvinnorna använda konceptet ”Gudinna” som en del i den feministiska rörelsen. Mary Daly publicerade sin bok ”Beyond God the Father”, 1973. Adrienne Rich kom 1976 ut med boken ”Of Woman Born”, Merlin Stone med ”When God was a Woman” och Z. Budapest med sin ”The Feminist Book of Lights and Shadows”. Den Dianiska häxrörelsen var född: en version av Wicca där man inte tog till sig Guden eller de manliga aspekterna. Där man tog avstånd från flera ”traditionella” wiccaelement såsom hierarki, grader, hemlighållandet och formaliteten. De traditionsbundna wiccanerna protesterade att ”deras” religion blev profan, men när fler kvinnor blev påverkade av den större politiska kampen ute i samhället, inkorporerades mycket av det Dianiska tankesättet även i de mer konservativa wiccatraditionerna. Starhawk publicerade 1979 ”The Spiral Dance” och gjorde därmed det som Gardner kanske hoppats på - spred ”häxeriet” till massorna.